# Charles Schwab Cup Championship
Het Charles Schwab Cup Championship is het laatste golftoernooi van het seizoen van de Champions Tour.
Het toernooi is vergelijkbaar met het Tour Championship van de Amerikaanse PGA Tour en het Dubai World Championship van de Europese PGA Tour.
Het is een vierdaags toernooi, waaraan slechts de top dertig spelers van de Çharles Schwab Cup' deelnemen. Er is geen cut, alle spelers spelen 72 holes. In 2009 zat er $2.500.000 in de prijzenpot, waarvan $440.000 naar de winnaar ging.

## Winnaars
| Jaar | Toernooi                                | Baan                                                        | Winnaar        |
| ---- | --------------------------------------- | ----------------------------------------------------------- | -------------- |
| 1990 | New York Life Champions                 | Hyatt Dorado Beach, Dorado, Puerto Rico                     | Mike Hill      |
| 1991 | New York Life Champions                 | Hyatt Dorado Beach, Dorado, Puerto Rico                     | Mike Hill      |
| 1992 | Senior Tour Championship                | Hyatt Dorado Beach, Dorado, Puerto Rico                     | Ray Floyd      |
| 1993 | Hyatt Senior Tour Championship          | Hyatt Dorado Beach, Dorado, Puerto Rico                     | Simon Hobday   |
| 1994 | Golf Magazine Senior Tour Championship  | The Dunes Golf and Beach Club, Myrtle Beach, South Carolina | Ray Floyd      |
| 1995 | Energizer Senior Tour Championship      | The Dunes Golf and Beach Club, Myrtle Beach, South Carolina | Jim Colbert    |
| 1996 | Energizer Senior Tour Championship      | The Dunes Golf and Beach Club, Myrtle Beach, South Carolina | Jay Sigel      |
| 1997 | Energizer Senior Tour Championship      | The Dunes Golf and Beach Club, Myrtle Beach, South Carolina | Gil Morgan     |
| 1998 | Energizer Senior Tour Championship      | The Dunes Golf and Beach Club, Myrtle Beach, South Carolina | Hale Irwin     |
| 1999 | Ingersoll-Rand Senior Tour Championship | The Dunes Golf and Beach Club, Myrtle Beach, South Carolina | Gary McCord    |
| 2000 | IR Senior Tour Championship             | TPC of Myrtle Beach, Murrells Inlet, South Carolina         | Tom Watson     |
| 2001 | Senior Tour Championship                | Gaillardia Golf and Country Club, Oklahoma City, Oklahoma   | Bob Gilder     |
| 2002 | Senior Tour Championship at Gaillardia  | Gaillardia Golf and Country Club, Oklahoma City, Oklahoma   | Tom Watson     |
| 2003 | Charles Schwab Cup Championship         | Sonoma Golf Club, Sonoma, Californië                        | Jim Thorpe     |
| 2004 | Charles Schwab Cup Championship         | Sonoma Golf Club, Sonoma, Californië                        | - Mark McNulty |
| 2005 | Charles Schwab Cup Championship         | Sonoma Golf Club, Sonoma, Californië                        | Tom Watson     |
| 2006 | Charles Schwab Cup Championship         | Sonoma Golf Club, Sonoma, Californië                        | Jim Thorpe     |
| 2007 | Charles Schwab Cup Championship         | Sonoma Golf Club, Sonoma, Californië                        | Jim Thorpe     |
| 2008 | Charles Schwab Cup Championship         | Sonoma Golf Club, Sonoma, Californië                        | Andy Bean      |
| 2009 | Charles Schwab Cup Championship         | Sonoma Golf Club, Sonoma, Californië                        | John Cook      |
| 2010 | Charles Schwab Cup Championship         | TPC Harding Park, San Francisco, Californië                 | John Cook      |
| 2011 | Charles Schwab Cup Championship         | TPC Harding Park, San Francisco, Californië                 | Jay Don Blake  |
| 2012 | Charles Schwab Cup Championship         | Desert Mountain Club (Cochise Course), Scottsdale, Arizona  | 1 - 4 november |

## Europese Senior Tour
Het laatste toernooi van de Europese Senior Tour heet het Senior Tour Championship.